# 山口年一
山口 年一（やまぐち としかず、1923年1月26日 - 2006年2月12日）は、日本の会計学者。亜細亜大学名誉教授。

## 略歴
神奈川県足柄下郡生まれ。1954年早稲田大学大学院商学研究科修士課程修了。
1957年亜細亜大学商学部専任講師、62年助教授、65年教授、70年経営学部教授。93年定年、名誉教授となる。

## 著書
- 『現代簿記精講』同文館出版 1964
- 『現代原価計算精講』同文館出版 1965
- 『企業利益の計画と管理 目標利益の設定から達成へのテクニック』日本法令様式販売所 1966
- 『予算管理の実際』同文館出版 1967
- 『特殊原価調査』日本経営出版会 1968
- 『実用連結財務諸表作成の手ほどき』日本経営出版会 企業会計入門講座 1976
- 『日商簿記検定1級商業簿記・会計学の解き方』税務経理協会 1982
- 『勘定科目と仕訳の基礎』税務経理協会 1983
- 『工業簿記の基礎と応用』税務経理協会 1985

### 共編著
- 『業務別会社の執務心得 すぐ役立つ模範実例100』杉本常共編 日本法令様式販売所 1966
- 『経営行動の科学』服部正中共編著 白桃書房 現代経営心理学講座 1970
- 『体系簿記論』嶌村剛雄共著 税務経理協会 1972
- 『仕事別・職務分掌マニュアル すぐ役立つ100チェック項目集』杉本常共編 日本法令様式販売所 中小企業の労務管理シリーズ 1974
- 『チェック・リストによる財務諸表作成と監査』碓氷悟史共著 同文館出版 1975
- 『新簿記論計算演習』編著 全経出版会 1976
- 『実用監査役監査の手ほどき』碓氷悟史共著 日本経営出版会 企業会計入門講座 1976
- 『実用財務諸表作成の手ほどき』碓氷悟史共著 日本経営出版会 企業会計入門講座 1976
- 『経営学会計学研究概説』杉本常共編 白桃書房 1977
- 『社会福祉法人会計』編著 日本経営出版会 1977
- 『新簿記論基礎演習』編著 全経出版会 1977
- 『体系財務諸表作成と監査』碓氷悟史共著 同文館出版 1979
- 『経営分析の理論と実際』笠井賢治共著 同文館出版 1980
- 『帳簿組織の基礎と応用』夏目重美共著 税務経理協会 1983
- 『基本管理会計用語事典』西沢脩共編 白桃書房 1984

翻訳
- E.H.キャプラン『管理会計と行動科学』監訳 安国一, 笠井賢治共訳 白桃書房 1976